# 茨維特涅
48°57′32″N 32°30′0″E / 48.95889°N 32.50000°E
茨維特内（烏克蘭語：Цвітне）是烏克蘭中部的村落，由基洛夫格勒州的克羅皮夫尼茨基區負責管轄，海拔高度221米，2001年人口1,137，96%居民使用烏克蘭語。